# Sapphire Technology
Sapphire Technology (Cinese: 藍寶科技) è un'azienda tecnologica con base ad Hong Kong, fondata nel 2001, che produce schede video per personal computer e workstation, schede madri, scheda TV, lettori audio digitali e mini pc.
I prodotti della Sapphire sono basati su GPU e su chipset prodotti da AMD ed è il più grande fornitore a livello mondiale di schede video basate su grafica AMD.
Sapphire fu la prima azienda a rilasciare una scheda video con il connettore HDMI oltre che schede video con clock speed di 1000 MHz (1 GHz) con il rilascio della Sapphire Atomic Edition HD 4890.
Sapphire in inglese significa 'Zaffiro'.

## Impianti di Produzione
A partire dal 2007. Sapphire dispone di due stabilimenti di produzione certificati ISO 9001 e ISO 14001 a Dongguan (Cina), che hanno una capacità di produzione mensile di 1,8 milioni di schede video. L'impianto di produzione ha una superficie di circa 250.000 m² utilizzata da 16 linee di produzione indipendenti a partire da maggio 2005.

## Processo di fabbricazione
Sapphire acquista circuiti stampati (PCB), la parte fondamentale di una scheda grafica, da un fornitore esterno. Il passo successivo nel processo è il posizionamento dei componenti (SMD) sulla superficie della scheda grafica. Questo viene eseguito da una macchina di posizionamento completamente automatizzata. La saldatura sulla scheda viene eseguita utilizzando il metodo della saldatura per rifusione. Utilizza poi la tecnologia AMD Graphics per inserire la memoria GPU necessaria per la scheda grafica specifica.

## Galleria d'immagini

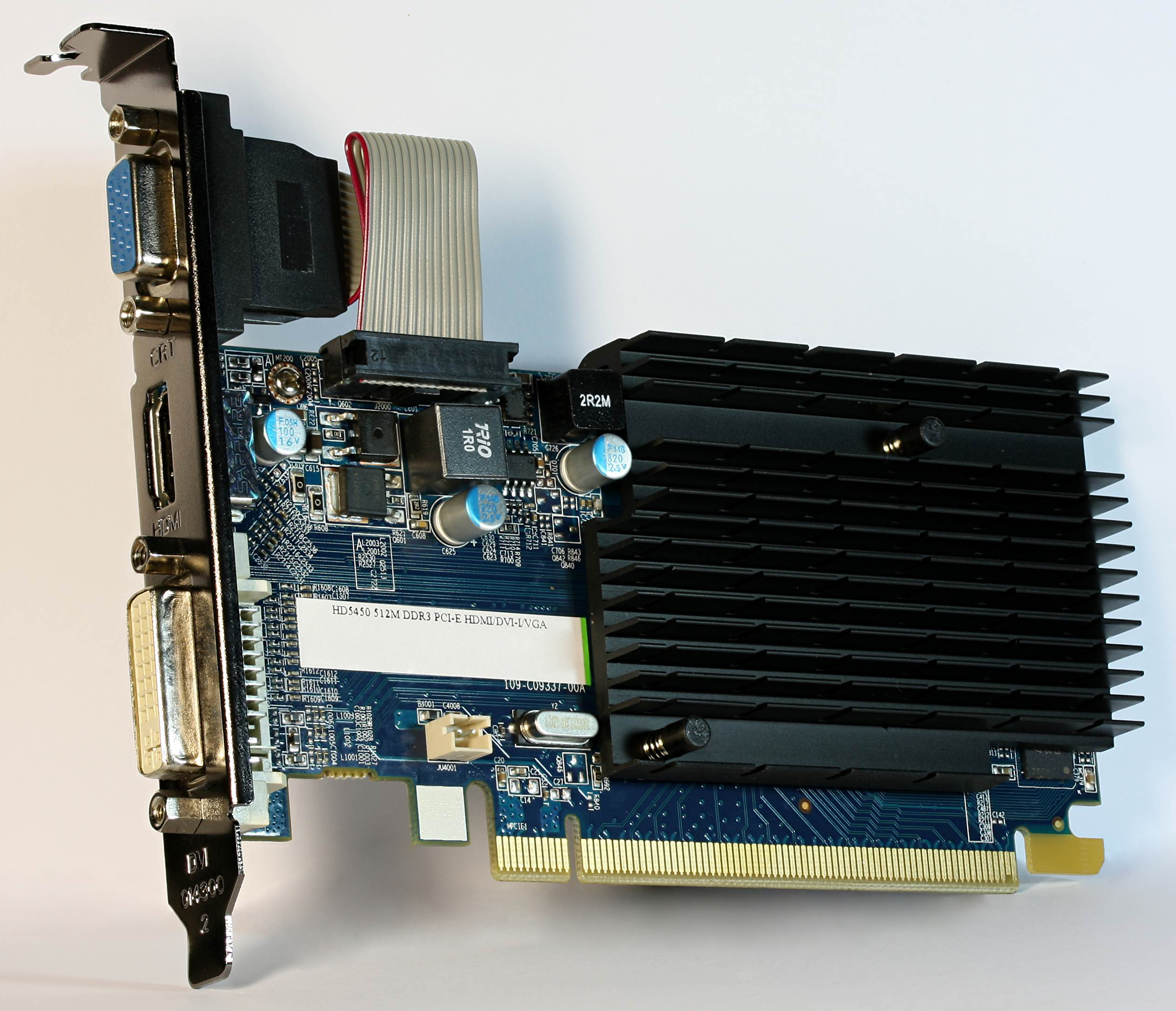
Sapphire Radeon HD 5450
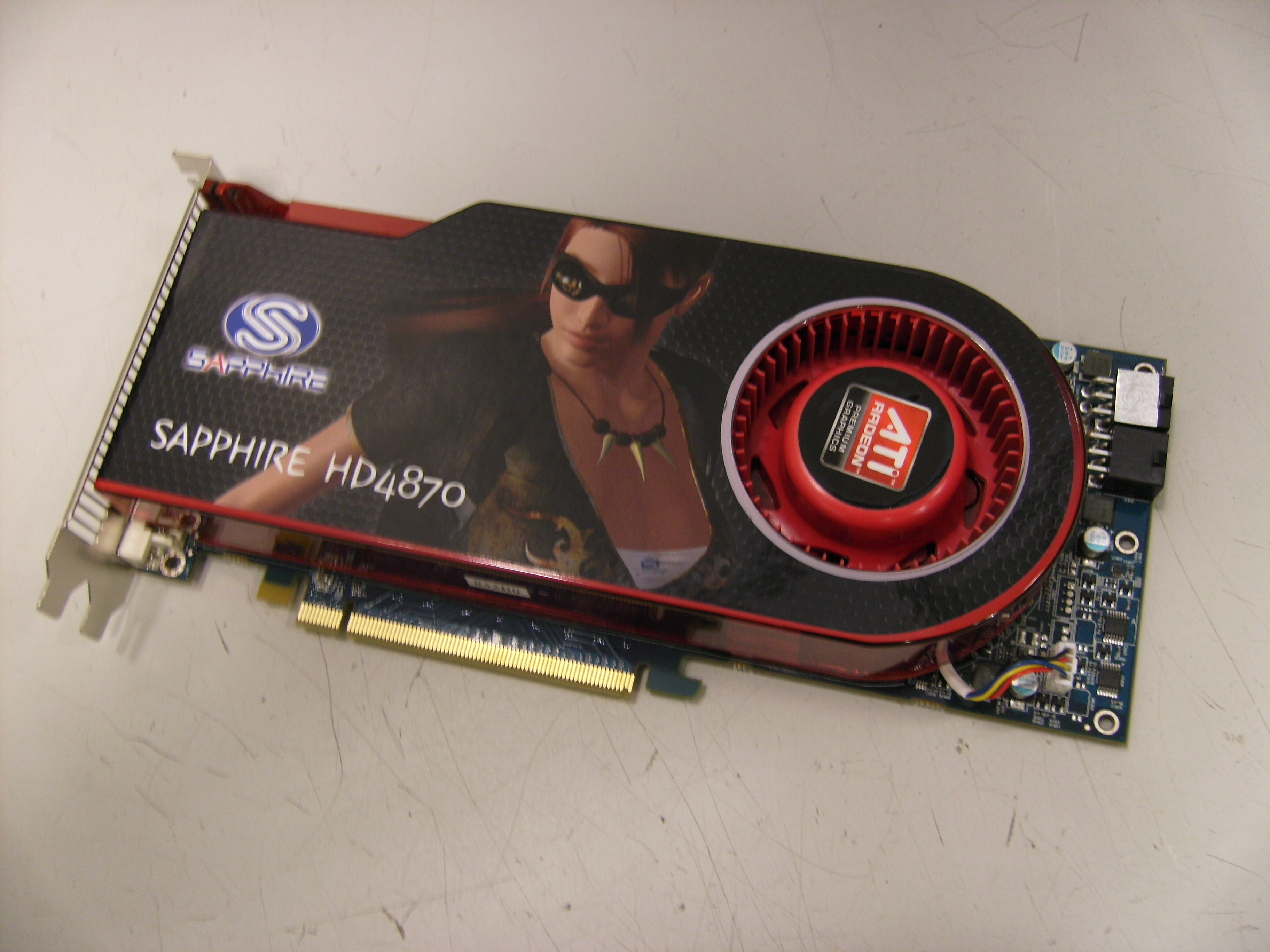
Sapphire Radeon HD4870
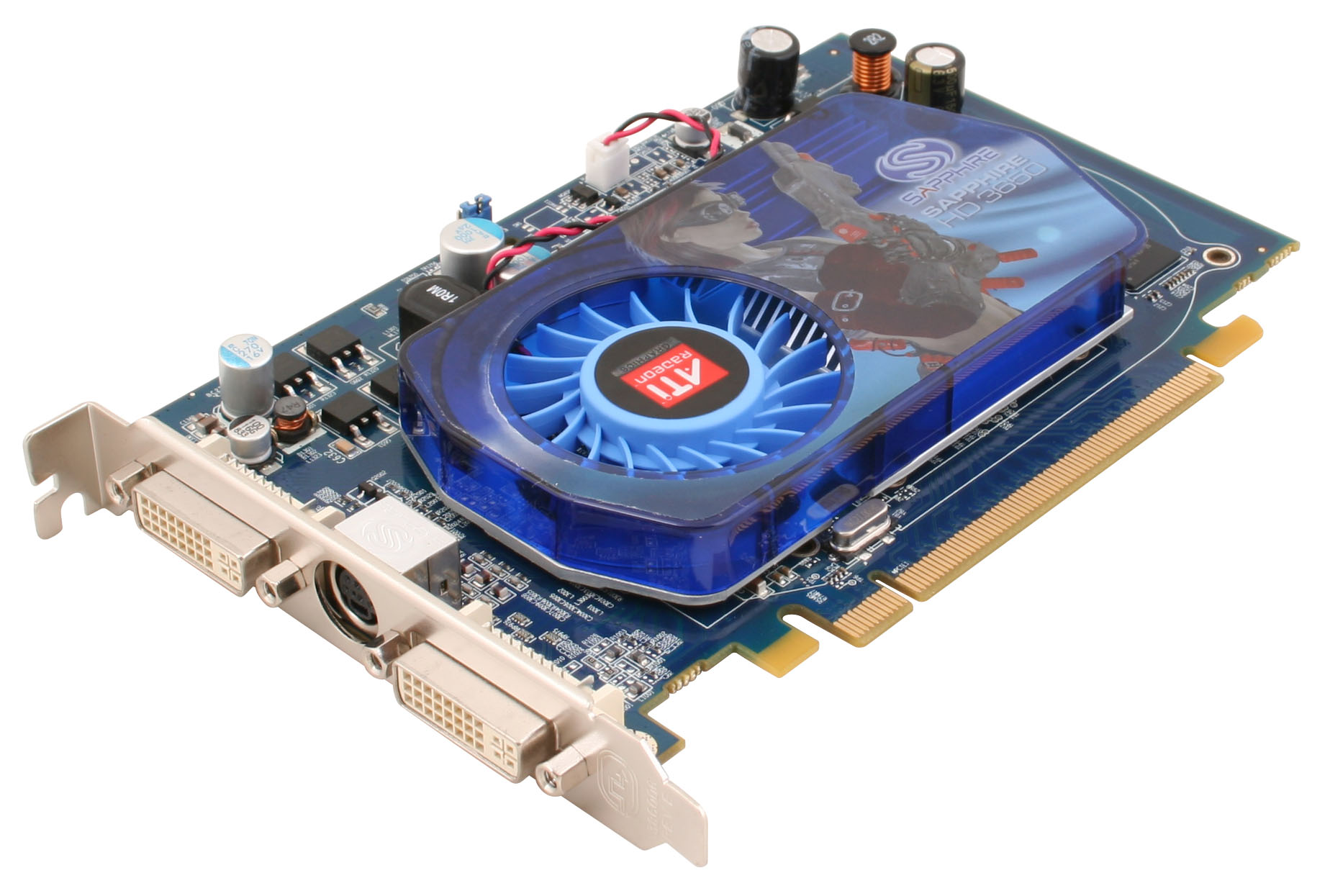
Sapphire Radeon HD3650
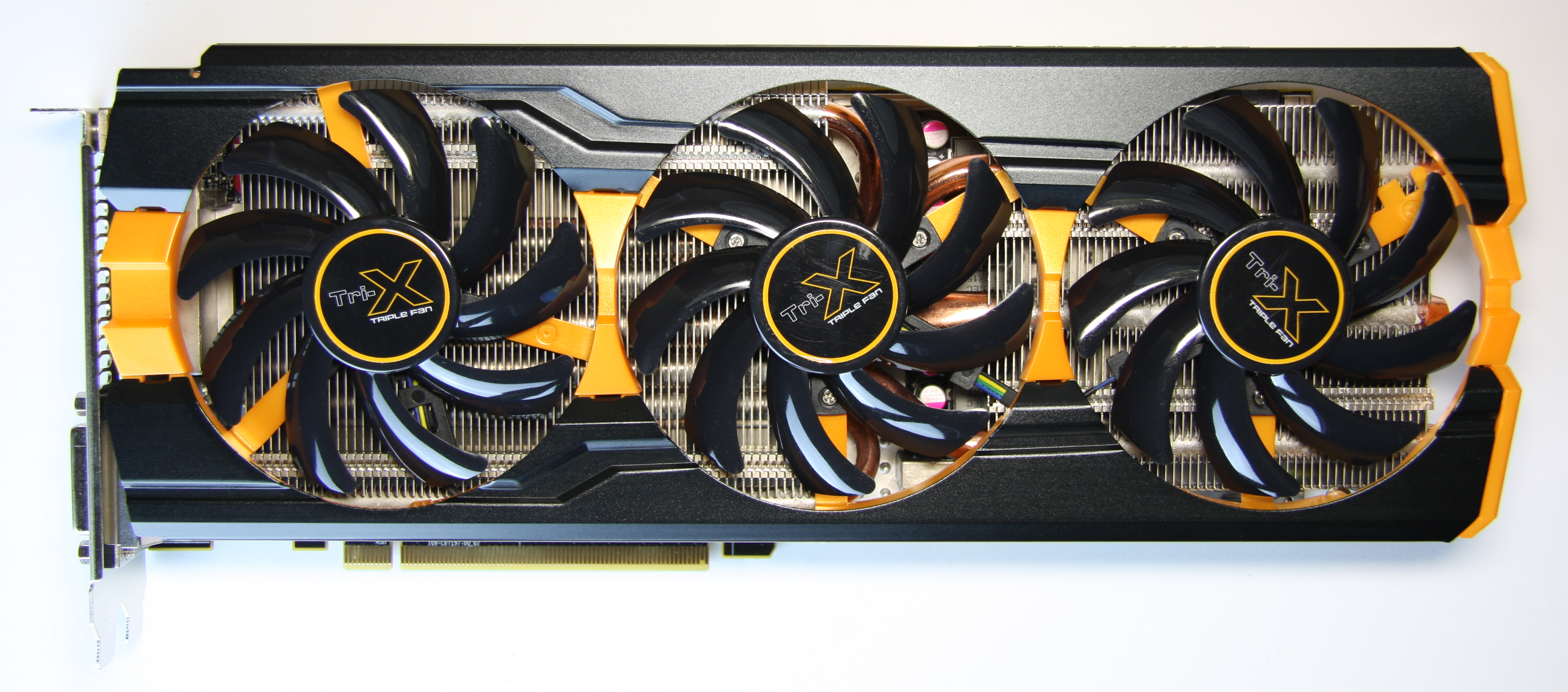
Sapphire Radeon R9 290X